# Тети Гафоло (Торино)
Тети Гафоло је насеље у Италији у округу Торино, региону Пијемонт.
Према процени из 2011. у насељу је живело 47 становника. Насеље се налази на надморској висини од 382 м.